# Мухаммед-шах I (султан Кермана)
Мухаммед-шах I (*д/н — 1156) — султан Кермана в 1142—1156 роках. Повне ім'я мухіс ад-Дун'я вад-Дін Мухаммед бен Арслан-шах.

## Життєпис
Походив з династії Сельджукидів. Син Арслан-шаха I, султана Кермана і Оману. Про дату народження немає відомостей. У 1142 році влаштував проти батька змову, в результаті чого того було повалено. Мухаммед I оголосив себе султаном, запроторивши поваленого володаря до фортеці. Втім права на трон оскаржили брати Керман-шах і Сельджук-шах. Спочатку вдалося позбутися Керман-шаха, призначивши того на посаду валі, а потім стративши.
У битві при Джируфті завдав поразки братові Сельджук-шаху, який втік до Північного Оману, де став незалежним від Керману. Проте вже 1143 року того було знову переможено, засліплено й запроторено до в'язниці. Надалі Мухаммед I, побоюючись змов родичів, наказав стратити або засліпити близько 20 братів. Для попередження змов створив в державі всеосяжну систему шпигунства (сахіб-хабарів).
Водночас намагався продовжити політику батька щодо сприяння розвитку торгівлі та ремісництва. Мухаммед I також піклувався про зведення мечетей, бібліотек та медресе в бердасирі, бамі та Джируфті. З його фондів надавалися кошти улемам та бідним юнакам для навчання. Дотримувався гарних стосунків з духівництвом, демонструючи тому повагу здійснював страти своїх супротивників або злочинців лише після видання спеціальної фетви.
У 1153 році після початку потужного повстання огунів в східному Хорасані, яке не вдалося придушити військам Великих Сельджуків, султан Кермана розпочав активні дії з наміром розширити володіння в Персії. Того ж року огузи завдали нищівної поразки Ахмаду Санджару, султану Великих Сельджуків. З огляду на це Мухаммеду I вдалося захопити міста Тебес й Ісфаган після переходу на його бік малік Рашида Джамадара.
Помер у 1156 році. Йому спадкував син Тогрул-шах.